# 羅經學
羅經學，四川省瀘州直隸州人，清朝政治人物、進士出身。
光緒二年（1876年），參加丙子恩科會試，得貢士第110名。殿試登進士2甲第57名。同年五月（6月3日），改庶吉士。